# Hrabstwo Doniphan

Piramida wieku hrabstwa

Hrabstwo Doniphan – hrabstwo położone w Stanach Zjednoczonych, w stanie Kansas, z siedzibą w mieście Troy. Założone 25 sierpnia 1855 roku. Hrabstwo należy do nielicznych hrabstw w Stanach Zjednoczonych należących do tzw. dry county, czyli hrabstw gdzie decyzją lokalnych władz obowiązuje całkowita prohibicja.

## Miasta
- Bendena (CDP)
- Wathena
- Elwood
- Troy
- Highland
- White Cloud
- Denton
- Severance
- Leona

## Sąsiednie Hrabstwa
- Hrabstwo Holt
- Hrabstwo Andrew
- Hrabstwo Buchanan
- Hrabstwo Atchison
- Hrabstwo Brown
- Hrabstwo Richardson, (Nebraska)

## Drogi główne
- U.S. Highway 36
- K-7
- K-20
- K-120
- K-137
- K-238